# Клисура (община Сурдулица)
Вижте пояснителната страница за други значения на Клисура.
Клисура или Трънска Клисура е село в Западните покрайнини, община Сурдулица, Пчински окръг, Сърбия.

## История
Село Трънска Клисура, преименувано впоследствие от сърбите на Клисура, е българско село, отделено от българската държава по силата на Ньойския договор от 1919 г.
Традиционен занаят на клисурци е дърводелството и строителството.
| 1.  | Христо Стефанов        | Изработвал дограма                                                                                        |
| 2.  | Петър Дракев           | Дърводелец                                                                                                |
| 3.  | Стоян Ангелов          | Обзавел с дърводелски изделия БНБ, Народното събрание, Военното министерство и др.                        |
| 4.  | Аврам Великков         | Обзавел с дърводелски изделия Централна гара София и др.                                                  |
| 5.  | Стефан Михайлов        | Доставил дограма за Земеделската банка, мелници, гимназия и др.                                           |
| 6.  | Васил Иванов           | Обзавел с дърводелски изделия част от Александровска болница и няколко училища                            |
| 7.  | Иван Кацаров           | Обзавел с дърводелски изделия Трета мъжка гимназия в София, болницата в Трън, много къщи в Анхиало (1908) |
| 8.  | Адам Дракев            | |
| 9.  | Братя Спасови          | Изработвали дограма                                                                                       |
| 10. | Борис Тасев            | Изработвал дограма                                                                                        |
| 11. | Никола Радков          | |
| 12. | Младен Дойчинов        | Изработвал дограма                                                                                        |
| 13. | Петър Милушев          | Произвеждал столарски изделия                                                                             |
| 14. | Танчо Димитров         | Изработвал дограма                                                                                        |
| 15. | Хараламби Димитров     | Произвеждал столарски изделия                                                                             |
| 16. | Милан Янакиев          | Произвеждал столарски изделия                                                                             |
| 17. | Стоян Рангелов – Шваба | Изработвал дограма                                                                                        |
| 18. | Коста Михалков Стоянов | Изработвал дограма                                                                                        |

## Население
Според данните на Статистическата служба на Сърбия броят на населението на селото по години е както следва:
| Година | Брой жители |
| 1948   | 2 315 ж.    |
| 1953   | 2341 ж.     |
| 1961   | 2211 ж.     |
| 1971   | 1731 ж.     |
| 1981   | 999 ж.      |
| 1991   | 508 ж.      |
| 2002   | 332 ж.      |

## Етнически състав
Според официалните данни от преброяването през 2002 година, етнически жителите на селото се разпределят както следва:
- 199 (59,93%) – българи
- 101 (30,42%) – сърби
- 1 (0,30%) – югославяни
- 3 (0,90%) – непознати

## Забележителности
- Църква „Света Троица“, построена през 1837 година върху основите на по-стара църква.[4] В църквата работи дебърският зограф Петър Николов.[5]

## Личности
Родени в Клисура
- Даринка Дракева (1911-1958), деец на бежанците от Западните покрайнини
- Благой Иванов (1898-1951), комунистически деец
- свещеник Кирил Любичев (1850-1935), просветен и обществен деец на българите в Западните покрайнини, духовен водач
- Мирчо Костов, деец на организациите на бежанците от Западните покрайнини
- Крум Гопов (1892 - 1978) - революционер, обществен деец, един от създателите и ръководител на организацията „ВЪРТОП“, ръководител на борбите на българите от Западните покрайнини за връщането им в пределите на Родината.

## Галерия
- Портата на старата българска църква Св. Троица Клисурска
- Стари каменни кръстове в двора на църквата
- Каменни изображения върху портата
- Още каменни орнаменти
- Вътрешността на църквата
- Каменни птици над портата на църквата
- Още каменни изображения
- Таванът на църквата